# Ólafur Gústafsson
Ólafur Gústafsson (* 27. März 1989 in Horsens, Dänemark) ist ein isländischer Handballspieler.

## Karriere
Ólafur Gústafsson spielte seit seinem sechsten Lebensjahr beim isländischen Verein FH Hafnarfjörður, mit dem er 2011 isländischer Meister wurde. Seit dem 22. November 2012 stand der 1,98 Meter große Rückraumspieler beim deutschen Bundesligisten SG Flensburg-Handewitt unter Vertrag, mit dem er 2013 und 2014 im DHB-Pokal das Finale erreichte und 2014 die EHF Champions League gewann. Zur Saison 2014/15 wechselte er zum dänischen Verein Aalborg Håndbold, wo er einen Dreijahresvertrag unterschrieb. Mit Aalborg gewann er 2017 die dänische Meisterschaft. Nach Vertragsende schloss er sich dem isländischen Verein UMF Stjarnan an. Im September 2017 wechselte er zum dänischen Verein KIF Kolding København. Seit dem Sommer 2020 steht er beim isländischen Verein KA Akureyri unter Vertrag.
Ólafur Gústafsson gehört zum Kader der isländischen Nationalmannschaft, für die er in bisher 43 Länderspielen 48 Tore erzielte und mit der er an der Weltmeisterschaft 2013 in Spanien teilnahm.

## Bundesligabilanz
| Saison    | Verein                 | Spielklasse | Spiele | Tore | 7-Meter | Feldtore |
| --------- | ---------------------- | ----------- | ------ | ---- | ------- | -------- |
| 2012/13   | SG Flensburg-Handewitt | Bundesliga  | 21     | 33   | 0       | 33       |
| 2013/14   | SG Flensburg-Handewitt | Bundesliga  | 29     | 7    | 0       | 7        |
| 2012–2014 | gesamt                 | Bundesliga  | 50     | 40   | 0       | 40       |

## Sonstiges
Ólafur Gústafsson ist mit der isländischen Handballspielerin Rut Arnfjörð Jónsdóttir liiert.